# Кодин
Кодин — археологічна пам'ятка, залишки двох поселень (Кодин I і Кодин II) 5—7 століть н. е.

## Розташування
Розташована на південних околицях сучасного міста Чернівці в однойменному урочищі на території села Чагор Глибоцького району.

## Дослідження
Дослідження велися у 1977–1979 роках. Проводив розкопки відомий археолог Борис Тимощук.

## Загальна характеристика
На поселенні Кодин I відкрито 30 житлових і господарських споруд, на поселенні Кодин II — 46 (дослідники вирізняють тут до 6 послідовних хронологічних періодів забудов). Обидва поселення належать до празької культури, її носіями були племена склавінів. Житла — квадратні напівземлянки з печами- кам'янками. Кераміка ліпна. В найбільш ранніх житлах (5 століття) виявлено по кілька уламків сіроглиняної гончарної кераміки черняхівської культури. Дві залізні фібули з поселення Кодин I датовані 5 століттям (вони мають велике значення для встановлення часу виникнення празької культури). Знайдено металеві й кістяні знаряддя праці, бронзові прикраси. На поселенні Кодин II відкрито кілька жител культури карпатських курганів.